# Tel père, telle flic
Tel père, telle flic est une collection de deux téléfilms policiers français écrit par Sylvain Saada et réalisé par Éric Woreth et diffusée en 2001. La collection met en scène Jacques Weber dans le rôle du commissaire, Anne Caillon dans le rôle de Cécile, Bernard Crombey dans le rôle de Poussin, Nathalie Nell dans le rôle de Viviane Berg et Bernard Pinet dans le rôle du chef d'équipe de l'aéroport.

## Synopsis
Un commissaire élégant et autoritaire poursuit une histoire d’amour avec son ex-femme juge d’instruction. Ils n’ont pas d’enfant, mais voilà qu’arrive une femme flic, qui est la fille ignorée du commissaire.  

## Fiche technique
- Scénario : Sylvain Saada
- Réalisateur : Eric Woreth
- Premier assistant : Hervé Lodé
- Productrice : Nelly Kafsky
- Production : Nelka Films
- Musique : Xavier Berthelot et Pierre Bachelet
- Genre : Policier
- Création :  France
- Durée :  95 minutes
- Diffusion : 2000 ( France)

## Distribution
- Jacques Weber : Le commissaire Norday
- Anne Caillon :  Cécile
- Bernard Crombey : Poussin
- Nathalie Nell : Viviane Berg
- Bernard Pinet : Le chef d’équipe de l’aéroport

## Épisodes
- La fille qui croyait au Père Noël
- Une affaire de famille